# Джесика Джейкъбс
Джесика Мадисън „Джеси“ Джейкъбс (на английски: Jessica Madison 'Jessie' Jacobs) е австралийска актриса, музикантка и певица. Тя печели популярност с ролите си в австралийски детски сериали като „Клуб седло“, „Лошите добри приятели“, „Фъргъс МакФейл“, и „Бандата на Холи“.

## Биография
Родена на 14 ноември 1990 г. в Канбера, Австралийска столична територия, щата Нов Южен Уелс, Австралия, Джесика Джейкъбс започва кариерата си като актриса още от дете.
Дебютната ѝ роля е на Моли, в австралийския детски телевизионен сериал „Лошите добри приятели“. Тя се появява в продукции заедно с Лиза Маккън (Lisa McCune) и Берт Нютън (Bert Newton) в „Звукът на музиката“. В месеците преди смъртта си Джейкъбс прекъсва актьорството, фокусирайки се върху училищните занимания и музиката. Планирала е да следва във Викторианския колеж на изкуствата, изучавайки бас-китара, и да се изгради като музикант. Джейкъбс е завършвала 12-и клас, в колежа Sandringham.
В допълнение към актьорството, Джейкъбс свири на бас в рок група, наречена The Volten Sins. Тя е включена в саундтрака на „Клуб седло“ и в „Приятели завинаги“ (Friends Forever), изпълнение заедно с Джанел Корлас-Браун (Janelle Corlass-Brown). През 2003 г. Джесика Джейкъбс и Джанел Корлас-Браун издават музикален диск, включващ техния сингъл Trouble, под псевдонимите си Ашли и Мелани. Също така Джейкъбс свири и на класическа цигулка, когато е 6-годишна, и взима уроци по балет. В допълнение към заниманията си като певица и актриса, Джейкъбс работи и в местната бакалия.

## Семейството
Джейкъбс има трима братя: Адам (роден на 11 май 1984 г.), Сит (роден през 1994 г.) и Чарли (роден през 2006 г.).

## Смърт
По обяд на 10 май 2008 г. Джейкъбс, отивайки на среща с майка си, за да купят заедно подарък за рождения ден на брат ѝ Адам, загива трагично. На гарата в Челтнъм, предградие на Мелбърн, Джейкъбс се спъва и пада върху релсите на 2-ри перон. Неспособна да се отдръпне навреме, бива блъсната от преминаващия влак и загива на място.
Джейкъбс е погребана на 15 май 2008 г. в гробищата „Сейнт Килда“, Виктория, след литургията в нейна памет, извършена в храма „Св. Троица“ (The Holy Trinity Church), който приживе тя посещава.

## Посвещение
Майката на Джесика Джейкъбс, Джоана, занимаваща се с театрално драматично изкуство повече от 25 години, основава Школа по драматургия „Джесика Джейкъбс“, в чест на дъщеря си.
Точно преди годишнината от смъртта ѝ брат ѝ Адам създава възпоменателен видеоклип в мрежата YouTube.

## Филмография
- „Лошите добри приятели“ – Моли (13 епизода, през 2002 – 2003 г.)
- „Клуб седло“ – Мелани Атууд #2 (25 епизода, през 2003 – 2004 г.)
- „Фъргъс МакФейл“ – Дженифър МакФейл (26 епизода, 2004 г.)
- Бандата на Холи – Емили Уолш (25 епизода, през 2005 г.)